# Distintivo de Instructor de los Escuadrones Móviles Antidisturbios

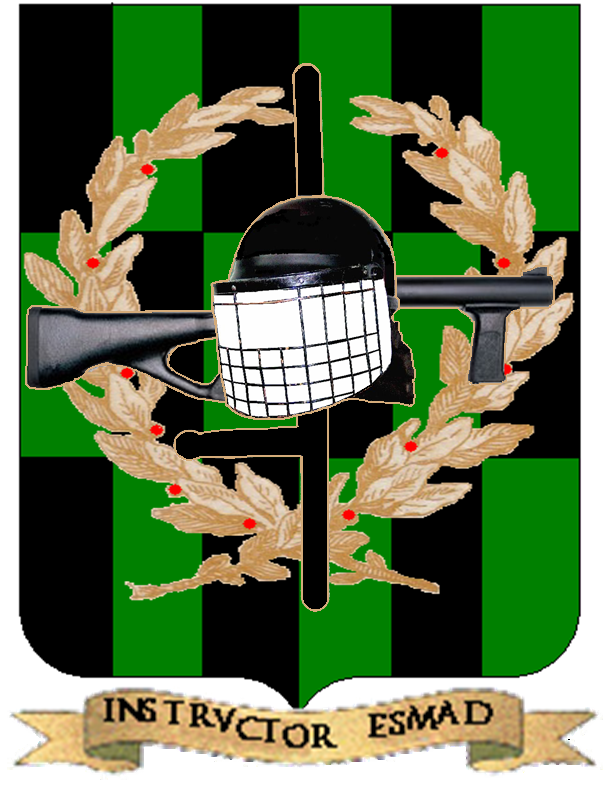
Distintivo de Instructor los Escuadrones Móviles Antidisturbios

El distintivo de Instructor los Escuadrones Móviles Antidisturbios de la Policía Nacional de Colombia refiere un estímulo especial a los policiales que se destaquen, en el desarrollo de funciones docentes y operativas dentro de la Especialidad.
El distintivo en mención es reglamentado siendo Director de la Policía Nacional el entonces Brigadier General Óscar Naranjo Trujillo mediante Resolución No 02466 del 17 de julio de 2007, el cual además describe en su parte resolutiva las características -en lenguaje propio a la ciencia de la heráldica-, su explicación, las dimensiones y los requisitos para poder ostentarle.

## Características
Artículo 2  El distintivo de “Instructor de Escuadrones Móviles Antidisturbios de la Policía Nacional”, tiene forma de escudo francés ajedrezado de tres órdenes en horizontal y seis en vertical en campo de sable y sinople alternado.  Superpuesto llevará dos ramas de laurel nervadas y fustadas en oro y frutado de gules hacia el interior seis veces a la derecha y cinco a la izquierda. Sobre ellas gravitará en forma de cruz latina universal, un fusil lanzagas en faja y un bastón tonfa en palo; ambos claveteados de oro, en gama de esmalte inglés Iron-grey y Ashen-grey el primero, y sable el segundo.  Acolado sobre esta, un casco en sable claveteado de oro terciado al lado diestro y con visera de plata. Bajo la plaqueta una divisa en forma de cinta ondeada en oro y en sable y en letra uncial latina la inscripción  “INSTRVCTOR ESMAD”.

## Explicación
Artículo 3  El escudo francés en heráldica, es la forma más usada dentro de las armerías extranjeras, y es “la que ha dado la pauta para las reglas generales de toda la ciencia del blasón”. Esbozado por un cuadrilongo recortado por lo bajo y terminado en su centro inferior en punta, representa a efectos presentes el recuerdo tácito del inicio institucional encarnado en el insigne Comisario Juan María Marcelino Gilibert, por correspondencia de nacionalidad.
Las seantes particiones que determinan la pieza derivada del ajedrezado siendo una de las más antiguas y nobles figuras de la armería, solo se otorga a los valientes y esforzados guerreros para premiar su valor y heroísmo, luciendo el tablero de ajedrez en sus armas solo aquellos que expusieron sus vidas en contienda. En su composición representa el actuar frente a otro bando que potencialmente se confronta en escaques opuestos y de diferente matiz al propio.  Aquí además de estas, posee otras dos connotaciones, la primera al referir los esmaltes sable y sinople respectivamente representa el uso de los uniformes que ostenta el escuadrón, esto es el Overol negro y el dril verde oliva, así como su uso diario intermedio. La segunda resulta del número de cuadros que existe por cada esmalte, es decir, nueve por cada uno, siendo que de la unión más no su sumatoria se produce el noventa y nueve, últimos dos dígitos del año de creación de los Escuadrones Móviles Antidisturbios (ESMAD).
Las ramas de laurel son símbolo de fama, lealtad y felicidad, atributos propios al ser policial; sus frutos en gules denotan la victoria, osadía, alteza, ardid, fortaleza y tributo a los mártires de la institución que ofrendan sus vidas en su quehacer cotidiano.
“Sobre ellas gravitará una cruz latina universal..:” , la que insinúa primero el respeto y la adoración al Dios soberano, pero también la cruzada que acometen los hombres del Escuadrón en cada empresa y procedimiento. Mencionada cruz, está formada por dos de las herramientas de trabajo del hombre policía en la unidad, a propósito del fusil lanzagas y del bastón tonfa, este último que también presupone el ejercicio del mando. Estas se aúnan al casco en sable y que se les abisma, también elemento fundamental de servicio y protección ante el manejo y control de multitudes.
En  la parte inferior lleva por divisa en letra uncial latina el anagrama INSTRVCTOR ESMAD, como quiera que a esta palabra converge el atributo que se reconoce y da distinción al talento humano que se dedica a la instrucción y capacitación, esta vez en el Escuadrón Móvil Antidisturbios. Redactada en caracteres latinos toda vez que del latín surgen otras tantas lenguas, en ese mismo desarrollo se avala la actividad instructiva de quien genera enseñanza en sus coetáneos.
Los esmaltes usados poseen su simbología propia, así;
ORO: Simboliza la justicia, benignidad, clemencia, nobleza, caballería, generosidad, soberanía, amor, pureza, solidez, salud, poder y constancia en los peligros.
PLATA: Esboza la humildad, la inocencia, la pureza, la templanza, la verdad, la franqueza, la integridad y el vencimiento sin sangre de los enemigos.
SABLE:  Estima la prudencia, la simplicidad, la sabiduría, la ciencia, , la honestidad, la firmeza, la obediencia, la mesura y la constancia.
SINOPLE: Siendo en Oriente un color sagrado, es símbolo universal de la esperanza, la honra, la cortesía, la amistad y el servicio y respeto que se ha de ofrecer al superior.
AZUR: Significa justicia, alabanza, nobleza, perseverancia, vigilancia, celo y la lealtad que se ha de tener al soberano.     
GULES: Entraña caridad, valentía, nobleza, magnanimidad, valor, atrevimiento, intrepidez, generosidad, honor y furor.
Los anteriores esmaltes a razón de su simbología atañe a todas luces virtudes y cualidades que ostentan los miembros del Escuadrón Móvil Antidisturbios, pero por sobre todo de quienes tienen bajo su responsabilidad el guiar e instruir a los otros tantos que forman parte de la ejecución operativa y procedimental del grupo.

## Dimensiones
Artículo 4
Ancho:  2.5 cm.
Largo:  3.4 cm.
Alto :  0.4 cm, en alto relieve, distribuidos así:  
```
       0.1 cm de la placa del escudo.
       0.1 cm de la corona de laurel
       0.1 cm de la cruz latina formada por el fusil lanzagas y el bastón tonfa.
       0.1 cm del casco.
```

## Requisitos
Artículo 5
a. 	Llevar mínimo tres (3) años de servicio continuo dentro de la Especialidad Antidisturbios.
b. 	Haber cumplido un mínimo de cuatrocientas (400) horas de instrucción impartida en manejo y control de multitudes y disturbios.
c. 	No haber sido objeto de sanción durante los últimos tres (3) años.
d. 	Ser propuesto por el Comando de los Escuadrones Móviles Antidisturbios, con base en el historial de trabajo operativo, que haya desarrollado el candidato en la atención de desórdenes y actividades docentes de Control de Multitudes dentro de la Especialidad.
e. 	Haber aprobado el Curso de Control de Multitudes con nota superior o igual a CUATRO CINCO (4.5).